# طرح دانه برفی

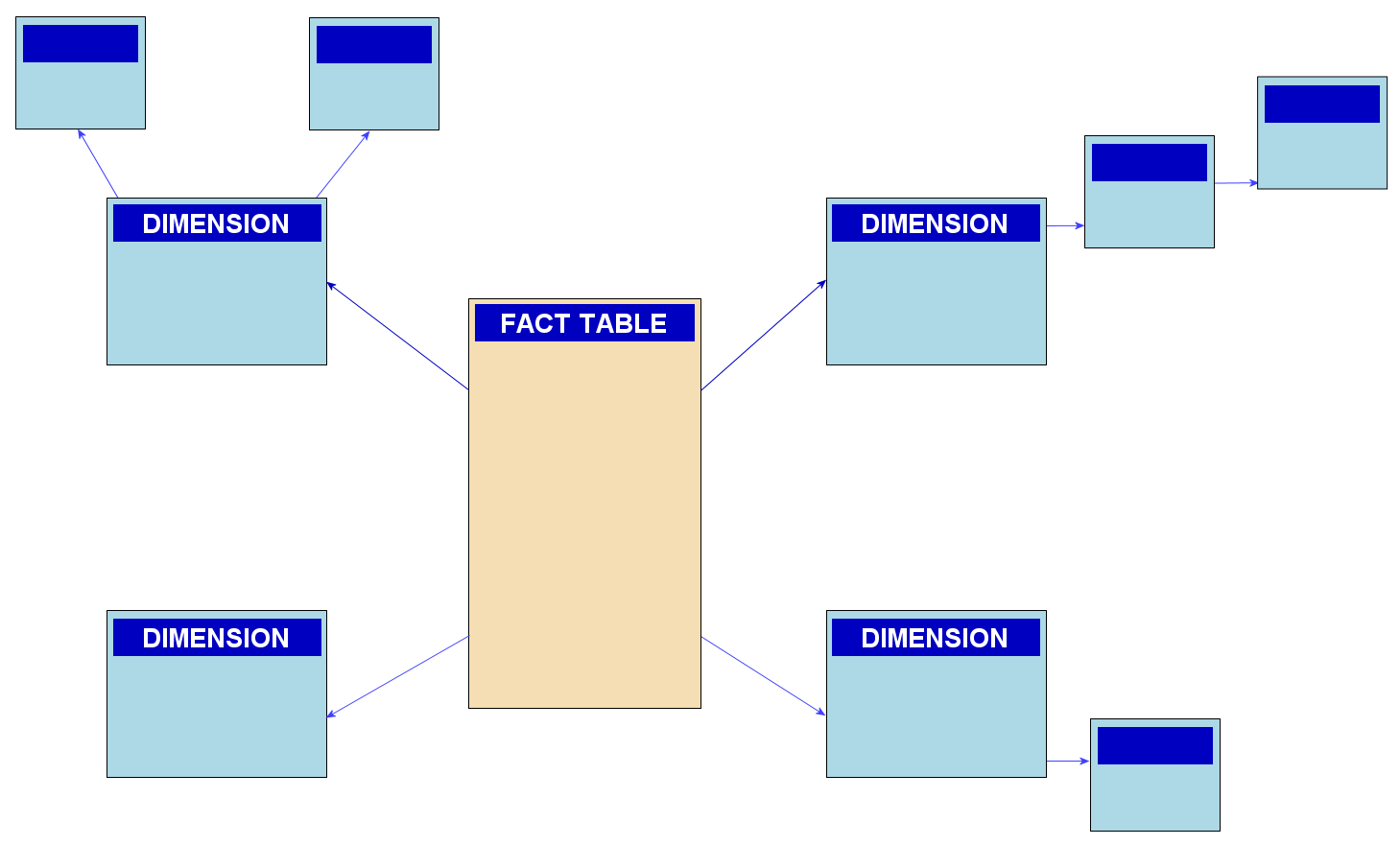
طرح دانه برفی نوعی از طرح ستاره‌ای است که جداولِ سطحِ ۲ به بَعدِ آن نیز نرمال‌سازی شده‌است.

طرح دانه برفی در علوم کامپیوتر به مدل منطقی گفته می‌شود که در پایگاه‌های داده چند بعدی مثل مدل موجودیت–رابطه از آنها استفاده می‌شود که طرح کلی این داگرام بسیار شبیه بلور برف است.